# Maria Băsescuová
Maria Băsescuová (rozená Andrușca; * 6. září 1951 Cajvana) je manželkou čtvrtého prezidenta Rumunska Traiana Băsescua. Roli první dámy zastávala s přestávkami v letech 2004 až 2014.

## Vyznamenání
- Španělsko:
  -  Dáma velkokříže Řádu Isabely Katolické (2007)